# La maschera della morte rossa (film 1989)
La maschera della morte rossa (Masque of the Red Death) è un film del 1989, diretto da Larry Brand. La storia si ispira al racconto omonimo di Edgar Allan Poe, portato per la prima volta sullo schermo da Die Pest in Florenz, un film del 1921 sceneggiato da Fritz Lang. Nel 1964, Roger Corman diresse La maschera della morte rossa, un film girato a Londra e interpretato da Vincent Price.

## Produzione
Il film fu prodotto dalla Concorde Pictures.

## Distribuzione
Venne distribuito dalla Concorde Filmverleih e uscì in sala negli USA il 27 ottobre 1989.

### Data di uscita
- USA	27 ottobre 1989

Alias
- Masque of the Red Death	USA (titolo originale)
- Die Maske des roten Todes	Germania Ovest
- Edgar Allan Poe's Masque of the Red Death	USA (titolo completo)
- La máscara de la muerte roja	Venezuela
- La maschera della morte rossa	Italia
- Le Masque de la mort rouge	     Francia
- Máscara Mortal	Brasile